# Andreas Ottl
Andreas Ottl (* 1. März 1985 in München) ist ein ehemaliger deutscher Fußballspieler, der den Großteil seiner Laufbahn beim FC Bayern München verbrachte und für mehrere Nachwuchsnationalmannschaften zum Einsatz kam.

## Karriere

### Vereine
Vom sechsten bis elften Lebensjahr war Ottl beim Münchner Verein SV Nord Lerchenau aktiv. Ab 1996 durchlief er die Jugendmannschaften des FC Bayern München und wurde 2002 von Hermann Gerland in den Regionalliga-Kader des FC Bayern berufen, mit dem er 2004 die Meisterschaft der Regionalliga Süd gewann. Der defensive Mittelfeldspieler überzeugte dort durch seine Spielweise und erhielt zu Beginn der Saison 2005/06 einen Zweijahresvertrag als Profi.
Mit Einwechslung zur zweiten Halbzeit für Hasan Salihamidžić debütierte er am 13. August 2005 (2. Spieltag) beim 5:2-Auswärtssieg bei Bayer 04 Leverkusen. Sein erstes Tor bedeutete am 6. Mai 2006 den 1:1-Endstand in Kaiserslautern, das dem FC Bayern am 33. Spieltag der Saison die Meisterschaft vor dem SV Werder Bremen sicherte. Der FC Bayern gewann in dieser Saison auch den DFB-Pokal. Ottl kam in zwei Spielen des Wettbewerbs zum Einsatz und erzielte dabei einen Treffer, kam aber beim 1:0-Sieg der von Felix Magath trainierten Bayern gegen Eintracht Frankfurt im Finale nicht zum Einsatz. 2008 gewann Ottl, diesmal unter Trainer Ottmar Hitzfeld, mit den Bayern erneut das Double von Meisterschaft und Pokal. Beim 2:1-Sieg nach Verlängerung im Pokalfinale über Borussia Dortmund wurde er in der 113. Minute eingewechselt.
In der Winterpause der Saison 2009/10 wechselte Ottl gemeinsam mit seinem Mannschaftskollegen Breno für die Dauer der Rückrunde auf Leihbasis zum Aufsteiger 1. FC Nürnberg, da er sich unter Louis van Gaal zunächst nicht gegen seine Konkurrenten im defensiven Mittelfeld durchsetzen konnte. Nürnberg stand zu diesem Zeitpunkt auf einem Abstiegsplatz. Bis auf eine Auswechslung spielte er in allen 17 Partien der Rückrunde und in den beiden Relegationsspielen gegen den FC Augsburg, in denen der Klassenerhalt gesichert wurde, durch. In seinem letzten Ligaspiel für den Club erzielte Ottl am 8. Mai 2010 am 34. Spieltag auch sein einziges Tor, der 1:0-Siegtreffer in der 88. Minute gegen den 1. FC Köln. Der FC Bayern München gewann in der Saison 2009/10 erneut das Double und Ottl kam dabei noch in vier Bundesligaspielen und einem Pokalspiel zum Einsatz.
Vor der neuen Saison wurde ihm die Möglichkeit gegeben, trotz seines laufenden Vertrags den Verein zu wechseln. Ottl blieb jedoch bei den Bayern. Sein 100. Ligaspiel absolvierte er am 20. November 2010 beim 1:1 im Auswärtsspiel gegen Bayer 04 Leverkusen.
Nach Auslaufen seines Vertrags bei den Bayern am 30. Juni 2011 wechselte er zur Saison 2011/12 ablösefrei zum Ligakonkurrenten Hertha BSC, bei dem er einen bis 30. Juni 2014 datierten Vertrag unterzeichnete. Sein Punktspieldebüt für die Berliner gab er am 6. August 2011, dem 1. Spieltag, bei der 0:1-Niederlage im Heimspiel gegen den 1. FC Nürnberg. Als Tabellensechzehnter und nach der verlorenen Relegation gegen den Zweitligisten Fortuna Düsseldorf war der Abstieg besiegelt. Da der neue Trainer Jos Luhukay nicht mehr mit Ottl für die Folgesaison plante, wechselte er daraufhin zum Bundesligisten FC Augsburg. In der Saison 2012/13 lief Ottl in 13 Ligaspielen für den Bundesligisten auf. In der darauffolgenden Saison absolvierte er hingegen kein Ligaspiel. Im Sommer 2014 lief sein Vertrag in Augsburg aus, danach beendete Ottl seine aktive Karriere.

### Nationalmannschaft
Am 1. September 2004 gab Ottl sein Debüt im Nationaltrikot: Die U-20-Nationalmannschaft gewann in Frauenfeld gegen die Auswahl der Schweiz mit 3:0, wobei Ottl das 2:0 erzielte. Ottl nahm an der Junioren-Weltmeisterschaft 2005 in den Niederlanden teil und kam in zwei Gruppenspielen (14. Juni, 0:0-Unentschieden gegen die USA; 18. Juni, 0:1-Niederlage gegen Argentinien) und im Viertelfinale (24. Juni; 1:2-Niederlage n. V. gegen Brasilien) zum Einsatz. Sein 12. und letztes Spiel bestritt er am 22. März 2006 beim 3:2-Sieg über die Auswahl Österreichs.
Am 15. November 2005 gehörte Ottl zum „Team 2006“, das in Mattersburg Österreich mit 5:2 besiegte; danach wurde das Team 2006 durch den DFB aufgelöst. Am 15. August 2006 wurde Ottl erstmals in die U-21-Nationalmannschaft berufen; beim Spiel gegen die Niederlande (2:2) wurde er zur zweiten Halbzeit eingewechselt.
Ottl kam 2007 der Pflicht zur Ableistung seines Grundwehrdienstes in der Bundeswehr nach; seine Einheit war die Sportfördergruppe der Bundeswehr Neubiberg. Er spielte in der Qualifikation und in den Vorbereitungsspielen für die vom 14. bis 21. Juli 2007 im indischen Hyderabad ausgetragenen Militärweltspiele auch für die Bundeswehr-Nationalmannschaft, wurde jedoch für das Turnier selbst nicht berücksichtigt.

### Nach der aktiven Karriere
Von 2017 bis 2020 war Ottl für den hauseigenen Sender des FC Bayern München, „FC Bayern.tv“, tätig. 2017 bis 2021 arbeitete er als Berater bei der Münchner arena11 sports group. Er ist Mitbegründer des 2018 gegründeten IT-Unternehmen RippleWorx Germany GmbH. Seit 2021 ist er als Spielerberater bei der Beratungsagentur Roof Football tätig.

## Erfolge
- Deutscher Meister 2006, 2008, 2010
- DFB-Pokal-Sieger 2006, 2008, 2010
- DFL-Supercup-Sieger 2010
- Ligapokal-Sieger 2007
- Meister der Regionalliga Süd 2004
- Deutscher A-Juniorenmeister 2002, 2004
- Deutscher B-Juniorenmeister 2001